# Polypodium fimbriatum
Polypodium fimbriatum är en stensöteväxtart som beskrevs av William Ralph Maxon. Polypodium fimbriatum ingår i släktet Polypodium och familjen Polypodiaceae. Inga underarter finns listade.